# Linia kolejowa nr 498
Linia kolejowa nr 498 – niezelektryfikowana, jednotorowa linia kolejowa łącząca przejście graniczne Szczecin Gumieńce‑Grambow ze stacją Löcknitz.
Linia stanowi fragment linii kolejowej nr 6327 Grambow Grenze – Strasburg (Uckerm), W 48, odcinek Grambow Grenze – Löcknitz.